# Masis
Masis (armenio: Մասիս) es una comunidad urbana de Armenia perteneciente a la provincia de Ararat.
En 2011 tiene 20 215 habitantes.
Fue fundada en 1953 bajo el nombre de Hrazdan, mediante la fusión de tres pueblos: Narimanlu, Zangibasar y Ulukhanlu. En 1969 recibió su actual topónimo y se convirtió en la capital de un raión y en 1971 obtuvo el rango de asentamiento de tipo urbano. El nombre "Masis" hace referencia en armenio a la cumbre del monte Ararat, visible desde la mayor parte de la localidad.
Se ubica en la periferia meridional de la capital nacional Ereván, a medio camino entre dicha ciudad y la frontera con Turquía.